# Szilvia Péter Szabó
Dans le nom hongrois Péter Szabó Szilvia, le nom de famille précède le prénom, mais cet article utilise l’ordre habituel en français Szilvia Péter Szabó, où le prénom précède le nom.
Szilvia Péter Szabó (en hongrois : Péter Szabó Szilvia, née le 9 septembre 1982 à Szeged) est une chanteuse hongroise, membre du groupe NOX.
Elle a appris à chanter elle-même. Elle a d’abord été chanteuse dans un petit groupe à Szeged, mais son talent fut découvert et elle fut choisie pour être la chanteuse d’un nouveau groupe de musique, NOX. Elle en est membre depuis le début, contrairement à la plupart des autres membres du groupe
Elle eut du succès grâce à NOX, notamment en participant au concours Eurovision de la chanson 2005.
Elle a sorti en 2007 un album solo intitulé Mesék, Mondák, Mondókák (« Contes, Légendes, Comptines »).